# Referenzspannungsquelle
Eine Referenzspannungsquelle ist eine Spannungsquelle, deren Spannung als Referenz für einen Mess- oder Regelungsprozess herangezogen wird. In der Regel besitzen Referenzspannungen konstruktionsbedingt eine feste Spannung; je nach innerem Aufbau kann der Wert der Referenzspannungsquelle aber auch einstellbar sein, z. B. zum Umschalten in einen anderen Messbereich.
Präzisionsreferenzspannungen werden z. B. bei hochauflösenden Analog-Digital-Umsetzern (ADU) eingesetzt. Viele Hersteller dieser Bausteine integrieren eine Referenzspannung auf dem Chip, so dass sie nicht durch EMV-Einflüsse beeinträchtigt werden können.
Referenzspannungsquellen sind im Normalfall nicht dafür vorgesehen, hohe Lasten zu treiben, denn der Ausgangswiderstand sowie die thermische Belastung aufgrund des Ausgangsstroms können die Genauigkeit herabsetzen.

## Geschichtliche Entwicklung

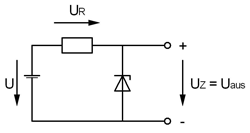
Spannungsteilerschaltung mit Z-Diode:

Eine einfache Stabilisierung kann mit einem Widerstand sowie einer Z-Diode erzeugt werden. Hierbei wird die besondere Eigenschaft der Z-Diode ausgenutzt, bei einer bestimmten Spannung leitfähig zu werden. Diese Spannung {\displaystyle U_{z}} kann an der Z-Diode abgegriffen werden. Sie bleibt bei einer Erhöhung der Eingangsspannung {\displaystyle U} in etwa konstant, im Wesentlichen ändert sich in diesem Fall der Spannungsabfall {\displaystyle U_{R}} über den Widerstand {\displaystyle R}.
Für die Spannungsstabilisierung lässt sich ein Glättungsfaktor G angeben:
{\displaystyle G={\frac {\Delta U}{\Delta U_{z}}}={\frac {\Delta U_{z}+\Delta U_{R}}{\Delta U_{z}}}=1+{\frac {\Delta I_{z}}{\Delta U_{z}}}\cdot R}
mit
- dem elektrischen Strom {\displaystyle I=I_{R}=I_{z}}.

Mit dem differenziellen Widerstand {\displaystyle r_{z}={\frac {\Delta U_{z}}{\Delta I_{z}}}} wird daraus:
{\displaystyle \Leftrightarrow G=1+{\frac {R}{r_{z}}}}
Die Stabilisierung ist umso besser, je größer das Verhältnis {\displaystyle {\frac {R}{r_{z}}}} bzw. je kleiner {\displaystyle r_{z}} ist.
Die Genauigkeit hängt u. a. ab von der Kennlinie der Z-Diode, welche bei kleinen Sperrspannungen relativ flach verläuft.
Weiters liegt eine Temperaturabhängigkeit vor, welche
- unter rund 5 V einen negativen Temperaturkoeffizient
- über rund 5 V infolge des Lawineneffektes einen positiven Temperaturkoeffizient aufweist.

Referenzspannungsquellen mit Z-Dioden und minimalem Temperatureinfluss lassen sich damit im Bereich um 5 V am besten realisieren.
Die Temperaturabhängigkeit bei höheren Z-Spannungen lässt sich reduzieren, indem die Z-Diode durch eine Referenzdiode ersetzt wird.
Eine weitere Verbesserung wird durch den Einsatz eines Shunt-Reglers (englisch shunt regulator) an Stelle der Z-Diode erreicht. Dabei handelt es sich nicht um eine Diode im eigentlichen Sinn, sondern um eine elektronische Schaltung mit mindestens zwei Anschlüssen, welche sich ähnlich wie eine Z-Diode im Sperrbereich verhält: sie hält über einen relativ weiten Bereich des Stromes die Spannung an ihren beiden Anschlussklemmen konstant, allerdings mit einer wesentlich höheren Genauigkeit und geringeren Temperaturabhängigkeit als eine Z-Diode. Diese Schaltungen sind in temperaturstabilen Ausführungen mit Toleranzen bis unter 0,01 % verfügbar.

## Arten
Referenzspannungsquellen unterteilen sich je nach Anforderung in verschiedene Ausführungen:

### Einfache Referenzspannungsquellen
Bei geringen Anforderungen an die Genauigkeit ein Widerstand in Reihe zur Z-Diode und/oder die  temperaturkompensierte und stabilisierte Form mit Referenzdioden.
Einige Shunt-Regler weisen einen dritten Anschluss zur Einstellung der Referenzspannung auf. Ein Beispiel ist die integrierte Schaltung LM431.

### Präzisions-Referenzspannungsquellen

#### Bandabstandsreferenz

Bandabstandsreferenz

Die heute bei integrierten Schaltungen am weitesten verbreitete Referenzspannungsquelle ist die Bandabstandsreferenz, welche sich in temperaturstabilisierter Form einfach realisieren lässt und somit höheren Anforderungen genügt.
Sie beinhaltet weitere Bauelemente wie Bipolartransistoren. Die Funktionsweise basiert auf der Bandlücke von Halbleitern, welche materialabhängig ist. Durch geschickte Kombination gegensätzlicher Temperaturkoeffizienten in einem Halbleiterschaltkreis entsteht eine temperaturstabile Referenz, die teilweise mit nur 1 V Versorgungsspannung auskommt.

#### Buried-Zener-Referenz
Bessere Langzeitstabilität und vor allem geringeres Rauschen liefern integrierte Schaltkreise mit Buried-Zener-Referenz, die ebenfalls temperaturkompensiert und kalibriert sind. Nachteilig ist die hohe Versorgungsspannung von 8 V (knapp 7 V an der Zener-Diode), die höhere Verlustleistung und der höhere Preis.

#### XFET
Eine jüngere Entwicklung ist der XFET mit hervorragender Stabilität, einem ebenfalls geringen und vor allem linearen Temperaturgang, geringer Verlustleistung, geringerem Preis, einsetzbar ab 4,1 V. Bei diesem Typ sind zwei JFETs mit verschiedener Pinch-Off-Spannung ähnlich wie bei der Bandabstandsreferenz verschaltet.

#### Floating-Gate-Schaltung
Ebenfalls bei integrierten Schaltung anzutreffen ist eine Floating-Gate-Schaltung, bei der zur Trimmung ein Floating-Gate-Transistor dient.

#### Quantenmechanische Effekte in Supraleitern
Bei hohen Anforderungen an die Genauigkeit, wie bei der Festlegung der Einheit Volt, werden quantenmechanische Effekte in Supraleitern wie der Josephson-Effekt als Referenz verwendet.

### Historische Referenzspannungsquellen
- der Glimmstabilisator, eine spezielle Form von Glimmlampe.
- elektrochemische Normalelemente wie
  - das Weston-Normalelement, welches zur Festlegung der Einheit Volt verwendet wurde, oder
  - das Clark-Normalelement.
- magnetische Spannungskonstanthalter.